# Greet Minnen
| jaar | rang enkelspel | rang dubbelspel |
| ---- | -------------- | --------------- |
| 2013 | 932            | –               |
| 2015 | 457            | 714             |
| 2016 | 323            | 605             |
| 2017 | 828            | –               |
| 2018 | 316            | 221             |
| 2019 | 123            | 171             |
| 2020 | 110            | 108             |
| 2021 | 75             | 91              |
| 2022 | 202            | 65              |
| 2023 | 62             | 59              |
| 2024 | 96             | 161             |

Greet Minnen (Turnhout, 14 augustus 1997) is een tennisspeelster uit België. Minnen begon op vijfjarige leeftijd met het spelen van tennis. Haar favoriete ondergrond is gras. Zij speelt rechtshandig en heeft een tweehandige backhand. Zij is actief in het internationale tennis sinds 2013.

## Loopbaan
In 2013 had zij haar debuut op het ITF-toernooi van Maaseik (België) – zij bereikte er meteen de finale, die zij verloor van Française Manon Arcangioli.
In 2018 speelde zij samen met landgenote en partner Alison Van Uytvanck op het WTA-toernooi van Luxemburg haar eerste WTA-toernooi, na het verkrijgen van een wildcard. Zij slaagden erin het toernooi ook te winnen.
Op het WTA-toernooi van Hobart 2019 bereikte zij voor het eerst de hoofdtabel van een WTA-toernooi via kwalificaties. Zij had haar grandslamdebuut op het dubbelspeltoernooi van Wimbledon 2019, samen met Alison Van Uytvanck – door te winnen van het Britse duo Freya Christie en Katie Swan bereikten zij de tweede ronde.
Op het Australian Open 2020 bereikte zij via de kwalificaties voor het eerst de hoofdtabel van een grandslamtoernooi in het enkelspel. In de eerste ronde versloeg zij Aljaksandra Sasnovitsj; in de tweede ronde werd zij uitgeschakeld door Jelena Rybakina.
In 2021 bereikte Minnen, met Van Uytvanck aan haar zijde, de dubbelspelfinale van het WTA-toernooi van Belgrado – zij verloren de eindstrijd van het thuisspelende koppel Aleksandra Krunić en Nina Stojanović. Door dit resultaat kwam zij binnen in de top 100 van het dubbelspel. Na het bereiken van de derde ronde op het US Open kwam zij ook op het enkelspel de top 100 binnen. Haar derde dubbelspeltitel won Minnen in december samen met de Slowaakse Tereza Mihalíková op het toernooi van Angers.
In mei 2022 bereikte Minnen de kwartfinale op Roland Garros, geflankeerd door de Hongaarse Anna Bondár – daarmee haakte zij nipt aan bij de top 50 in het dubbelspel.
In mei 2023 bereikte Minnen voor het eerst een WTA-enkelspelfinale, op het toernooi van Saint-Malo – zij verloor deze van de Amerikaanse Sloane Stephens. Op datzelfde toernooi won zij wel de dubbelspeltitel, met de Nederlandse Bibiane Schoofs aan haar zijde. In augustus verloor zij de enkelspelfinale in Kozerki van de Oekraïense Dajana Jastremska.
In 2025 veroverde Minnen haar eerste WTA-enkelspeltitel, op het WTA 125-toernooi van Birmingham, door de Tsjechische Linda Fruhvirtová te verslaan.

### Tennis in teamverband
In de periode 2021–2025 maakte Minnen deel uit van het Belgische Fed Cup-team – zij vergaarde daar een winst/verlies-balans van 7–4.

## Resultaten grandslamtoernooien
| Legenda | Legenda                          |
| ------- | -------------------------------- |
| g.t.    | geen toernooi gehouden           |
| l.c.    | lagere categorie                 |
| –       | niet deelgenomen                 |
| G       | uitgeschakeld in de groepsfase   |
| 1R      | uitgeschakeld in de eerste ronde |
| 2R      | uitgeschakeld in de tweede ronde |
| 3R      | uitgeschakeld in de derde ronde  |
| 4R      | uitgeschakeld in de vierde ronde |
| KF      | uitgeschakeld in de kwartfinale  |
| HF      | uitgeschakeld in de halve finale |
| F       | de finale verloren               |
| W       | het toernooi gewonnen            |
| w-v     | winst/verlies-balans             |

### Enkelspel
| toernooi        | 2020 | 2021 | 2022 | 2023 | 2024 | 2025 |
| --------------- | ---- | ---- | ---- | ---- | ---- | ---- |
| Australian Open | 2R   | 1R   | 1R   | –    | 1R   | 1R   |
| Roland Garros   | 1R   | 1R   | 1R   | –    | 1R   | 1R   |
| Wimbledon       | g.t. | 1R   | 2R   | 1R   | 2R   |      |
| US Open         | 1R   | 3R   | 1R   | 3R   | 2R   |      |

### Vrouwendubbelspel
| toernooi        | 2019 | 2020 | 2021 | 2022 | 2023 | 2024 | 2025 |
| --------------- | ---- | ---- | ---- | ---- | ---- | ---- | ---- |
| Australian Open | –    | 1R   | –    | 2R   | 2R   | 1R   | –    |
| Roland Garros   | –    | 2R   | 1R   | KF   | KF   | 1R   | 1R   |
| Wimbledon       | 2R   | g.t. | 2R   | 1R   | 3R   | 1R   |      |
| US Open         | –    | –    | 3R   | 2R   | 2R   | –    |      |

## Palmares
| Legenda                 |
| ----------------------- |
| Grandslamtoernooi       |
| Olympische Spelen       |
| Year-End Championships  |
| Premier Mandatory       |
| Premier Five / WTA 1000 |
| Premier / WTA 500       |
| International / WTA 250 |
| Challenger / WTA 125    |

### WTA-finaleplaatsen enkelspel
| nr.              | finale     | toernooi       | ondergrond | tegenstandster    | score         |         |
| ---------------- | ---------- | -------------- | ---------- | ----------------- | ------------- | ------- |
| gewonnen finales |            |                |            |                   |               |         |
| 1.               | 2025-06-08 | WTA Birmingham | gras       | Linda Fruhvirtová | 6-2, 6-1      | details |
| verloren finales |            |                |            |                   |               |         |
| 1.               | 2023-05-07 | WTA Saint-Malo | gravel     | Sloane Stephens   | 3-6, 4-6      | details |
| 2.               | 2023-08-12 | WTA Kozerki    | hardcourt  | Dajana Jastremska | 6-2, 1-6, 3-6 | details |

### WTA-finaleplaatsen vrouwendubbelspel
| nr.              | finale     | toernooi       | ondergrond    | partner             | tegenstandsters                      | score            |         |
| ---------------- | ---------- | -------------- | ------------- | ------------------- | ------------------------------------ | ---------------- | ------- |
| gewonnen finales |            |                |               |                     |                                      |                  |         |
| 1.               | 2018-10-20 | WTA Luxemburg  | hardcourt (i) | Alison Van Uytvanck | Vera Lapko Mandy Minella             | 7-6, 6-2         | details |
| 2.               | 2021-09-18 | WTA Luxemburg  | hardcourt (i) | Alison Van Uytvanck | Erin Routliffe Kimberley Zimmermann  | 6-3, 6-3         | details |
| 3.               | 2021-12-12 | WTA Angers     | hardcourt (i) | Tereza Mihalíková   | Monica Niculescu Vera Zvonarjova     | 4-6, 6-1, [10-8] | details |
| 4.               | 2023-05-06 | WTA Saint-Malo | gravel        | Bibiane Schoofs     | Ulrikke Eikeri Eri Hozumi            | 7-6, 7-6         | details |
| verloren finales |            |                |               |                     |                                      |                  |         |
| 1.               | 2021-05-21 | WTA Belgrado   | gravel        | Alison Van Uytvanck | Aleksandra Krunić Nina Stojanović    | 0-6, 2-6         | details |
| 2.               | 2024-01-06 | WTA Brisbane   | hardcourt     | Heather Watson      | Ljoedmyla Kitsjenok Jeļena Ostapenko | 5-7, 2-6         | details |

## Persoonlijk
Minnen had een relatie met haar dubbelspelpartner Alison Van Uytvanck.